# Пионер-4
«Пионер-4» — американская автоматическая межпланетная станция серии «Пионер». Была предназначена для исследования Луны с пролётной траектории.
Конструкция аппарата весом 5,87 килограмма и установленное на борту оборудование идентичны аппарату «Пионер-3». Научная аппаратура представлена счётчиком Гейгера и фотоэлектрическим сенсором для фотографирования лунной поверхности. Аппарат был запущен 3 марта 1959 с космодрома на мысе Канаверал и 4 марта 1959 в 17:25 пролетел на расстоянии 60 000 километров от Луны на скорости 7,230 км/ч. Такое расстояние было слишком велико для срабатывания фотосенсора. «Пионер-4» передавал данные о радиационной обстановке на протяжении 82 часов до расстояния 658000 километров, в результате не было обнаружено никакой радиации в лунных окрестностях. После пролета Луны «Пионер-4» вышел на гелиоцентрическую орбиту и стал спутником Солнца. Это первый американский аппарат развивший вторую космическую скорость и преодолевший таким образом притяжение Земли, он это сделал через два месяца после советской «Луны-1».